# John Evan
John Evan, artistnamn för John Evans, född 28 mars 1948 i Blackpool, är en brittisk musiker, mest känd för att ha spelat piano, keyboard och dragspel i brittiska rockbandet Jethro Tull mellan 1970 och 1980.

## Bakgrund
Evan växte upp i Blackpool med sin mor Alice Evans och visade tidigt begåvning i skolan och inom musik. Evan och Ian Anderson träffades på Blackpool Grammar School kring 1960 och utvecklade en vänskap baserad på bådas stora intresse för att starta ett band. Evan, vars mor hade uppmuntrat honom att spela piano i tidig ålder, var redan en tekniskt duktig pianist men var mer intresserad av att lära sig att spela trummor. När Anderson träffade Jeffrey Hammond på samma skola bestämde de sig för att tillsammans starta ett band.  
På initiativ av Hammond ändrade Evans sitt efternamn till Evan, då Hammond tyckte detta lät mer unikt och tillsammans med andra unga musiker på skolan skapade de The John Evan Band, senare även kallat The John Evans Smash. Evan tröttnade snabbt på att spela trummor och ville gå tillbaka till att spela keyboard så efter att ha annonserat i den lokala tidningen rekryterades Barriemore Barlow till bandet, trots att denne endast var 14 år. Efter flera år av envist turnerande efter skoltid och på helger flyttade bandet till London för att pröva sin lycka. Dock hade de inga pengar och ingenstans att bo och då Evan kände viss press på sig att gå på universitetet, lämnade han bandet tillsammans med Barlow som också tröttnat på den knapra livsstilen. I deras frånvaro skapades Jethro Tull. 
Evan studerade farmaceutisk kemi på King's College i London mellan 1968 och 1970.  

## Jethro Tull
Ian Anderson hade under tiden flyttat in i en liten etta nära där Evan bodde i London och de träffades ofta. Anderson brukade ofta fråga Evan om han ville komma till studion och spela in piano för Jethro Tull och efter ett tag sade Evan ja; han behövde en extra inkomst och var villig att göra något annat än att studera. Då bandet var på turné, ringde Anderson från Tyskland och sade att låtarna inte lät på samma sätt utan pianot och övertalade Evan att lämna sina studier för att bli ordinarie medlem av Jethro Tull. Efter att ha pratat med sina lärare som höll med om att det vore dumt att låta en sådan möjlighet gå om intet blev Evan medlem i Jethro Tull i mars 1970.
Med Evan på piano spelade Jethro Tull in många av sina största album.